# Pierre Lavanchy
Pierre Lavanchy (* 30. September 1982) ist ein Schweizer Leichtathlet. Er ist der erfolgreichste aktive 400-Meter-Läufer der Schweiz.
Lavanchy wohnt im Kanton Waadt und studiert Sport und Psychologie. Er startet für den Club Lausanne-Sports Athlétisme.

## Erfolge
- 2003: Schweizer U23-Meister
- 2005: 19. Platz Weltmeisterschaften, 14. Platz Universiade, Schweizer Meister
- 2006: Schweizer Meister

## Persönliche Bestleistungen
- 400-Meter-Lauf: 45,49 s, 3. Juli 2005 in Bern
- 300-Meter-Lauf: 33,51 s, 20. Mai 2004 in Langenthal
- 200-Meter-Lauf: 21,29 s, 28. Mai 2005 in Aarau

| Personendaten    | Personendaten          |
| ---------------- | ---------------------- |
| NAME             | Lavanchy, Pierre       |
| KURZBESCHREIBUNG | Schweizer Leichtathlet |
| GEBURTSDATUM     | 30. September 1982     |